# Мінський протокол
Мінський протокол (також Мінська тристороння угода, Мінське перемир'я, Мінськ-1) — угода про тимчасове перемир'я у війні на сході України, досягнута на переговорах у Мінську 5 вересня 2014 року. Підписали документ представник ОБСЄ Посол Гайді Тальявіні, другий Президент України Леонід Кучма, посол Росії в Україні Михайло Зурабов, Олександр Захарченко та Ігор Плотницький. Дія перемир'я розпочалась о 18.00 5 вересня.
Підписи Захарченка та Плотницького під протоколом стоять як автографи приватних осіб. Текст угоди не передбачає будь-якого визнання Донецької і Луганської «народних республік», а лише закріплює за підконтрольними проросійським бойовикам територіями двох областей «особливий статус» у складі України.
Робота контактної групи у Мінську була продовжена, і сторони підписали наступний меморандум у ніч проти 20 вересня 2014, коли представниками України, а також невизнаних терористичних груп ДНР і ЛНР за посередництва представника Росії був укладений меморандум, який передбачає на виконання п. 1 Протоколу, крім інших заходів, покликаних закріпити домовленості про двостороннє припинення застосування зброї: відвід важкого озброєння (калібром понад 100 мм) на 15 км від лінії зіткнення сторін за станом на дату підписання меморандуму та формування тим самим зони безпеки, заборони на польоти бойової авіації і БПЛА і на встановлення мінно-вибухових загороджень у цій зоні безпеки.
Також у вересні розпочала роботу робоча група спільного Центру з контролю і координації питань припинення вогню і поетапної стабілізації лінії розмежування сторін на Сході України, до складу якої увійшли представники української сторони, моніторингова група ОБСЄ і 76 військовослужбовців ЗС РФ на чолі з заступником головнокомандувача Сухопутних військ РФ генерал-лейтенантом Ленцовим А. В.
Президент Росії Володимир Путін під час пресконференції 22 лютого 2022 року заявив, що Мінських домовленостей більше не існує, адже Росія визнала незалежність «Донецької» та «Луганської народних республік» («ДНР» і «ЛНР») 21 лютого 2022 року.

## Передумови укладання
Перемир'я було оголошене одночасно з попередженням про введення з 8 вересня чергової хвилі санкцій коаліції світових держав проти Росії, якщо вона не припинить агресію, та призупиненням партнерства НАТО з Росією. Цього ж дня Президент України брав участь в Уельському саміті НАТО, де отримав підтримку країн-членів НАТО та згоду окремих країн на постачання в Україну сучасної зброї.
Незадовго до цього Президент Росії Путін запропонував власний «мирний план», який, зокрема, передбачав відведення українських військ з зайнятих ними позицій на відстань досяжності артилерії. Прем'єр-міністр України Арсеній Яценюк запропоновані Путіним «сім пунктів» назвав планом «порятунку російських терористів».

## Зміст угоди 5 вересня

Ситуація на сході України на 5 вересня за даними ІАЦ РНБО

Протокол за результатами мінської зустрічі, підписаний представниками ОБСЄ, України та РФ, опублікований на сайті ОБСЄ у ніч на 7 вересня:
1. Забезпечити негайне двостороннє припинення застосування зброї.
2. Забезпечити моніторинг та верифікацію з боку ОБСЄ режиму незастосування зброї.
3. Здійснити децентралізацію влади, зокрема через ухвалення Закону України «Про тимчасовий порядок місцевого самоврядування в окремих районах Донецької та Луганської областей» (Закон про особливий статус).
4. Забезпечити постійний моніторинг на російсько-українському державному кордоні та верифікацію з боку ОБСЄ зі створенням зони безпеки в прикордонних районах України та Російської Федерації.
5. Негайно звільнити всіх заручників і незаконно утримуваних осіб.
6. Ухвалити закон про недопущення переслідування і покарання осіб у зв'язку з подіями, які відбулися в окремих районах Донецької та Луганської областей України.
7. Продовжити інклюзивний загальнонаціональний діалог.
8. Вжити заходів для поліпшення гуманітарної ситуації на Донбасі.
9. Забезпечити проведення дострокових місцевих виборів відповідно до Закону України «Про тимчасовий порядок місцевого самоврядування в окремих районах Донецької та Луганської областей» (Закон про особливий статус).
10. Вивести незаконні збройні формування, військову техніку, а також бойовиків і найманців з території України.
11. Ухвалити програму економічного відродження Донбасу і відновлення життєдіяльності регіону.
12. Надати гарантії особистої безпеки для учасників консультацій.

Станом на 11:40 (UTC) 7 вересня на сайті ОБСЄ розміщено текст угоди лише російською мовою (англ. This document is available in Russian language only). У майбутньому передбачено розміщення тексту англійською мовою.

### Меморандум 19 вересня

Ситуація на сході України на 20 вересня за даними ІАЦ РНБО

Учасники контактної групи в Мінську у ніч проти 20 вересня 2014 домовилися про припинення вогню, зупинці на поточній лінії зіткнення і встановлення 30-кілометрової зони безпеки в Україні.
На переговорах у Мінську узгодили меморандум, що складається з дев'яти пунктів параметрів перемир'я.
1. Припинення застосування зброї вважається спільним.
2. Зупинка підрозділів і військових формувань сторін на лінії зіткнення станом на 19 вересня.
3. Заборона на застосування всіх видів зброї і ведення наступальних дій.
4. Протягом доби з моменту прийняття даного меморандуму відведення засобів ураження калібром понад 100 міліметрів від лінії зіткнення на відстані не менше 15 кілометрів з кожної сторони, в тому числі з населених пунктів, що дає можливість створити зону припинення застосування зброї шириною не менше 30 кілометрів — зони безпеки. При цьому відвести на лінії зіткнення сторін артилерійські системи калібру понад 100 міліметрів на віддалення їхньої максимальної дальності стрільби. Зокрема:[18][19]
  -  — 100 мм гармати МТ-12 — 9 км; 120 мм міномети — 8 км; 122 мм гаубиця Д-30 (2С1 «Гвоздика») — 16 км; 152 мм 2С5 «Гіацинт-С» (2С3 «Акація», 2С19 «Мста-С», 2А65 «Мста-Б») — 33 км, РСЗВ 9К51 «Град» — 21 км, 9К57 «Ураган» — 36 км, 9К58 «Смерч» — 70 км, РСЗВ «Торнадо-Г» — 40 км, РСЗВ — «Торнадо» — 70 км, РСЗВ «Торнадо-С» — 120 км;
  - тактичні ракетні комплекси — 120 км.
5. Заборона на розміщення важких озброєнь і важкої техніки в районі, обмеженому певними населеними пунктами.
6. Заборона на установку нових мінно-вибухових інженерних загороджень у межі зони безпеки, зобов'язання на зняття раніше встановлених мінно-вибухових загороджень в зоні безпеки.
7. Заборонити польоти авіації та іноземних літальних апаратів, крім апаратів ОБСЄ над зоною безпеки.
8. Розгортання в зоні припинення застосування зброї моніторингової місії ОБСЄ у складі групи спостерігачів організації протягом доби з моменту прийняття даного меморандуму. Зазначену зону доцільно розділити на сектори, кількість кордонів яких погодити в ході підготовки до роботи моніторингової групи спостережної місії ОБСЄ
9. Виведення всіх іноземних найманців із зони конфлікту як з одного, так і з іншого боку.

Сторони також вирішили продовжити обмін військовополоненими. При цьому статус територій, захоплених бойовиками, на переговорах у Мінську не обговорювався.

### Додаток до меморандуму 19 вересня
23 січня 2015 журналістами опублікована копія меморандуму, де існують слова «Додаток: Лінія розмежування сторін із прив'язкою до місцевості» та опублікований сам додаток. Додаток являє собою таблицю з переліком населених пунктів, через які має проходити лінія розмежування, а також їхні точні географічні координати. Також опубліковано січневий лист Путіна до Порошенка з пропозиціями і карта, яка до нього додавалась. У листі Путін по суті пропонує вважати лінією розмежування фактичну лінію зіткнення, а на карті зображена ця лінія по версії Путіна станом на 13 січня 2015. Вміст листа Путіна без карти ще 18 січня опублікували численні російські ЗМІ. Через 10 днів Петро Порошенко відповів на лист Володимира Путіна, не прийнявши його пропозицію вважати лінією розмежування фактичну лінію дотику: президент України наполягає на поверненні сторін на визначені мінським Меморандумом рубежі. Після публікації листа Порошенка представник ОРДЛО Пушилін зробив заяву, що додаток до меморандуму існував, але не був підписаний. З наявної інформації може бути не до кінця зрозуміло, чи мав бути окремо підписаний додаток до меморандуму. Зважаючи на те, що додаток згадується в копії меморандуму і не є додатковою угодою, можна прийти до висновку, що він не мав бути підписаний окремо, оскільки є невіддільною частиною угоди. У березні 2015 Верховна Рада ухвалила постанову «Про визначення окремих районів, міст, селищ і сіл Донецької та Луганської областей, в яких запроваджується особливий порядок місцевого самоврядування» з переліком населених пунктів, через які має проходити лінія розмежування, а також їхні точні географічні координати. Перелік координат ідентичний на перелік з додатка до меморандуму.

## Виконання угоди

### Зрив перемир'я
За оперативними даними РНБО, після укладання перемир'я в ряді міст Донбасу тривали локальні зіткнення, а ситуація продовжувала залишатися напруженою. Також були зафіксовані пересування колон російської бронетехніки, обстріли Маріуполя та спроба штурму Донецького аеропорту.
З самого початку перемир'я українська сторона повідомляла про так звані «неконтрольовані терористичні угруповання», які продовжували війну, начебто не підпорядковуючись ні Росії, ні ЛНР, ні ДНР.
На початку жовтня виявилося, що мало не вся територія ЛНР і ДНР перетворилася на суцільні «неконтрольовані терористичні угруповання», які нападали на українську армію і подекуди воювали між собою.
Так, в районі Стаханова виник «31-й козацький округ війська Донського», який не підпорядковується ні російському отаману Козіцину, ні місцевому «бригадиру» Мозговому, ні луганському керівництву ЛНР.
Як повідомив губернатор Луганської області Геннадій Москаль, 4 жовтня у селі Свердловка відбувся бій між бойовиками «ЛНР» і російськими військовослужбовцями.
Як стверджують українські ЗМІ, тепер вже і у європейських політиків зміцнюється переконання, що саме Путін підживлює зброєю загадкові «неконтрольовані» банди, що насправді підтримка агресії входить в плани Путіна. Ще у червні експерти (зокрема російські) дійшли висновку, що Путіну на сході України потрібен кривавий хаос, який, за його планами, повинен представити Росію у вигляді єдиного можливого миротворця.
5 жовтня стало відомо, що Франція та Німеччина мають намір спільно посилити моніторинг припинення вогню і буферної зони, встановлення режиму повного припинення вогню, так званого режиму «тиші».
6 жовтня спецкоординатор уряду Німеччини з питань співпраці з Росією, Центральною Азією і країнами Східного партнерства Гернот Ерлер, який побував в Москві, заявив: «Ми практично не бачимо тиску Росії на людей, які контролюють Донецьк і Луганськ, щоб пункти домовленостей могли виконуватися крок за кроком. У Донецьку і Луганську мають намір провести власні вибори 2 листопада, що не передбачено угодами контактної групи. Це означає, що вони трактують домовленості як крок до незалежності». На думку політологів, Німеччина переходить до жорсткої політики відносно Росії.
Також, в жовтні 2014 року Російська Федерація заблокувала рішення ОБСЄ щодо розширення мандату місії цієї організації на українсько-російському кордоні. Постійна рада ОБСЄ була вимушена обмежитися рішенням щодо продовження на один місяць мандату існуючої місії, яка нараховує 16 спостерігачів на два пункти пропуску.

### Обстріли та спроби наступу
Станом на початок листопаду 2014 року за офіційними даними МЗС України загинуло більше 100 українських військовослужбовців, іще близько 600 отримали поранення. Загальна кількість порушень військами Росії і бойовиків режиму тимчасового припинення вогню з моменту підписання Мінських домовленостей наприкінці жовтня перевищила 2 тисячі, на початку листопада наблизилась до 2400. Станом на 18 листопада кількість обстрілів бойовиками українських позицій перевищила 3 тисячі, а на 24 листопада склала 3412 разів.
Внаслідок атак та потрапляння в оточення російських бойовиків 27 жовтня 2014 року українським військовим довелось полишити блок-пост № 32 поблизу села Сміле Луганської області, що знаходився на перехресті доріг Золоте-Хороше-Сміла. За час боїв за цей блок пост, з початку вересня, загинуло близько 10 українських військових, зокрема український вікіпедист, боєць батальйону «Айдар» Віктор Гурняк.
За даними Управління верховного комісара ООН, за час перемир'я, яке почалося 6 вересня, станом на 18 листопада на сході України загинули 957 людей: 838 — чоловіків та 119 жінок.
20 листопада 2014 року, за повідомленням Держприкордонслужби, вперше з моменту укладання Мінських домовленостей зафіксовано поновлення обстрілів української території з боку РФ. Ведення артилерійського вогню з території РФ зафіксовано на напрямку «н.п. Маноцький (РФ) — н.п. Комишне (Україна)» в районі одного з прикордонних постів Луганського загону.
25 листопада 2014 року в районі Станиці Луганської на напрямку «Маноцький-Колесниківка» зафіксовано порушення повітряного простору України двома російськими реактивними літаками, які залетіли на територію України на глибину 0,5 та 5 км. Того ж дня російські терористи здійснили ряд обстрілів підрозділів українських збройних сил та інших силових відомств зі стрілецької зброї, мінометів, гранатометів та реактивної артилерії. Було зафіксовано перетин транспорту російсько-терористичних банд через неконтрольовані Україною ділянки кордону.
13 січня 2015 року російські бойовики обстріляли блок-пост під Волновахою. Внаслідок обстрілу загинуло 12 цивільних осіб, іще 18 зазнали поранень. Майже через тиждень, 22 січня, російські бойовики обстріляли з міномета зупинку громадського транспорту в Донецьку, 7 людей загинуло. А вже 24 січня російські бойовики обстріляли східні околиці Маріуполя, 31 людина загинула.
Наприкінці січня 2015 року російські бойовики розпочали наступ на Дебальцевський плацдарм. Внаслідок запеклих боїв їм вдалось захопити частину Вуглегірська, Чорнухине, однак станом на початок лютого наступ захлинувся.

### Імітація виборів 2 листопада
Всупереч Мінським домовленостям а також всупереч встановленому Конституцією і законами України порядку виборів органів влади 2 листопада 2014 року представники терористичних організацій провели на окремих територіях Донецької та Луганської областей незаконні вибори голів та народних рад «ДНР» та «ЛНР». Служба безпеки та Міністерство внутрішніх справ України кваліфікували імітацію «виборів» у терористичних «ДНР» і «ЛНР» як масштабний злочин, та задокументували масові факти залякування, шантажу, підкупу тощо. За фактом їх проведення було відкрите кримінальне провадження за ознаками ч.1 ст. 109 Кримінального Кодексу України.
Перед самими виборами на будинках розклеювались оголошення щодо розміщення виборчих дільниць, а також відповідні ролики розміщувались в інтернеті
За процесом волевиявлення на виборах спостерігали представники фіктивної організації «Асоціації безпеки та співробітництва в Європі» (АБСЄ), а також спостерігачі від інших невизнаних держав — Південної Осетії та Нагірно-Карабаської Республік, які були запрошені керівництвом «Донецької народної республіки»
Виконавці ролей членів ЦВК терористичних «ДНР» та «ЛНР» заявили, що Олександр Захарченко та Ігор Плотницький начебто «перемогли» на «виборах», та тепер називатимуть себе «главами держав».
Вже 2 листопада МЗС РФ розмістило на власній сторінці Фейсбук заяву, за якою Росія «поважає» вибори. Проте 7 листопада 2014 року помічник президента РФ Юрій Ушаков заявив, що Російська Федерація офіційно лише «поважає» імітацію виборів у «ДНР» та «ЛНР», що не слід вважати їхнім «визнанням».
Натомість верховний представник ЄС із зовнішньої політики Федеріка Могеріні заявила, що «голосування стало новою перешкодою на шляху до миру». За її словами, «вибори» лідерів самопроголошених «Донецької» і «Луганської» «народних республік» є «незаконними і нелегітимними», і Європейський Союз не буде їх визнавати. «Даремними» назвав ці «вибори» і Генеральний секретар ООН. Про невизнання результатів псевдовиборів заявила і президент ПАРЄ Анн Брассер. 5 листопада 2014 року Рада ЄС оприлюднила повідомлення, в якому заявила, що «ЄС вважає проведення „президентських і парламентських виборів“ в Донецькій і Луганській „народних республіках“ 2 листопада незаконними і нелегітимними і не визнає їх. Ці так звані „вибори“, а також будь-які заяви або визнання їх, порушують Мінський протокол, і ми закликаємо Росію виконати свої зобов'язання в цьому відношенні».

## Остаточний зрив

Ситуація на сході України на 31 січня 2015 року за даними ІАЦ РНБО

24 січня секретар РНБО України Олександр Турчинов повідомив, що «за інформацією з надійних джерел, вчора Радбез РФ ухвалив рішення про активізацію наступальних дій практично за всіма напрямками на сході України». Того ж дня ватажок бойовиків Олександр Захарченко оголосив про початок наступу на Маріуполь. Проте після того, як стало відомо про значні жертви серед цивільного населення, на цьому самому ресурсі з'явилося спростування від самого Захарченка: «Ніхто місто штурмувати не збирається».
Після переговорів у Мінську 31 січня 2015 року Леонід Кучма повідомив, що представники «ДНР» та «ЛНР» наполягали на визначенні лінії зіткнення станом на 31 січня, а не тієї, яка була зафіксована у Мінських угодах від 19 вересня 2014 року. Крім того, бойовики погрожували Україні відновленням повномасштабних бойових дій по всій лінії зіткнення у разі невиконання їхнього ультиматуму.
Голова Тристоронньої контактної групи заявив, що представники від Донецька та Луганська не взяли в участь у засіданні контактної групи попри особисті запрошення від імені тристоронньої контактної групи. Вони не були готові до обговорення припинення вогню та відведення важкої зброї.
Остаточний зрив «Мінських домовленостей» стався на тлі масштабного наступу російських бойовиків на Дебальцевський плацдарм.

## Оцінки угоди
Президент України Петро Порошенко заявив, що Мінське перемир'я базується на його мирному плані.
11-й Міністр внутрішніх справ України Арсен Аваков порівняв, що мирний договір, підписаний у Мінську, схожий на Хасав'юртовські угоди, що поклали край Першій чеченській війні і які заморозили цей конфлікт.
13 вересня спікер «Верховної ради» «ДНР» Борис Литвинов заявив, що Захарченко і Плотницький «розписалися в тому, що прийняли до розгляду» протокол. «Напевно, можна розглядати цей документ як основу можливих майбутніх переговорів», допустив він, але виконувати всі його 12 пунктів зараз «не представляється можливим»..
Мінські домовленості лягли в основу документального фільму «Після Мінська» з циклу Місто героїв.

### Критика
Юлія Тимошенко вважає, що Президент України Петро Порошенко своїм схваленням ставить під загрозу територіальну цілісність України.

«Усім важливо переконатися, що досягнуті домовленості не призведуть до появи на частині України нового Придністров'я і здачі Донбасу».

Лідер Правого сектора Дмитро Ярош заявив, що до підписаного в Мінську перемир'я ставиться скептично, тому готовий продовжувати збройне протистояння на Донбасі, але наказ Верховного головнокомандувача про припинення вогню виконає.

«До перемир'я ставимось скептично, усвідомлюємо, що ні Путін, ні його терористичні маріонетки в Україні дотримуватися припинення вогню не будуть. Прикладів за останні місяці безліч…»

## Тристороння контактна група
- від ОБСЄ — Спеціальний представник голови ОБСЄ у складі Тристоронньої контактної групи з реалізації мирного плану на Сході України
  - Посол Гайді Тальявіні, з 8 червня 2014 року по червень 2015 року
  - Мартін Сайдік, з червня 2015 року
- Від України
  - другий Президент України Леонід Кучма
- Від Росії
  - посол Росії в Україні Михайло Зурабов, до 27 квітня 2015 року[79]
  - Азамат Кульмухаметов, експосол Росії в Сирії, з квітня 2015 року[80]
  - Росія відмовляється брати участь у роботі контактної групи без представників створених, озброєних та підтримуваних нею ДНР та ЛНР, які Україна розглядає як терористичні організації. Ці представники мають невизначений статус, і ставлять підписи як приватні особи.

Угоди Тристоронньої контактної групи є обов'язковими для всіх учасників. Для підвищення рівня легітимності та обов'язковості ці Угоди інколи підписуються після погодження лідерами держав Нормандського або Женевського формату, часом у присутності уповноважених представників цих держав, затверджуються Радою Безпеки ООН.
Наприклад, Мінська угода від 12 лютого 2015 підписана після погодження її тексту лідерами держав Нормандської четвірки, та затверджена 17 лютого 2015 Радою Безпеки ООН. Щоправда, Росія (як постійний член РБ ООН з правом вето) має можливість безперервно порушувати усі угоди

## Імплементація Мінської угоди
Високий представник ЄС із зовнішньої та безпекової політики Федеріка Могеріні під час слухань 6 жовтня в Європарламенті заявила, що не бачить військового шляху вирішення конфлікту. Говорячи про ситуацію в Україні, Могеріні також наголосила на необхідності повного виконання мінських угод.
Щодо Росії, в залежності від розвитку подій, можливе як впровадження нових санкцій, так і їх пом'якшення: «Ми можемо пом'якшувати санкції, якщо ситуація покращуватиметься, але також можемо і поглиблювати їх. В цьому дієвість цього механізму — в його гнучкості». З погляду ЄС, «Росія все ще залишається стратегічною країною для світової спільноти», попри те, що наразі не є партнером ЄС. Ця позиція відмінна від позиції президента США, який у 201* році відвів Росії місце регіонального лідера.
Федеріка Могеріні також наголосила на необхідності щоденної дипломатичної підтримки мирного плану президента України: «Маємо день за днем працювати з українською стороною, допомагаючи президенту Порошенку, який намагається робити власні кроки для вирішення цієї ситуації». За її словами, Україна може очікувати на повну підтримку в питаннях проведення інституційних реформ, а також відповіді на «економічні та енергетичні виклики».
З моменту укладання угоди фактично над її виконанням працювала лише Українська сторона. Верхівка Російської Федерації та керовані нею бойовики показали суцільний саботаж взятих на себе зобов'язань.
Імплементація Мінської угоди сторонами:[джерело?]
Разом з тим, бойовики та російські війська продовжували щоденні обстріли позицій українських військових на різних ділянках фронту. Загальна кількість порушень військами Росії та бойовиків режиму тимчасового припинення вогню з моменту підписання Мінських домовленостей наприкінці жовтня перевищила 2 тисячі, на початку листопада наблизилось до 2400. Станом на 18 листопада кількість обстрілів бойовиками українських позицій перевищила 3 тисячі, а на 24 листопада склала 3412 разів

## Втрата сили
15 лютого 2022 року російська Дума проголосувала за звернення до президента Путіна про визнання «ЛНР» і «ДНР». Наступного дня речник російського уряду визнав, що офіційне визнання республік Донбасу не відповідатиме Мінським угодам. При цьому він також заявив журналістам, що пріоритетом Путіна у врегулюванні ситуації на Донбасі є імплементація механізмів, прийнятих за цими угодами. 21 лютого 2022 року Росія офіційно визнала Луганську та Донецьку народні республіки.
Президент Росії Володимир Путін під час прес-конференції 22 лютого 2022 року заявив, що Мінських домовленостей більше не існує, адже Російська Федерація визнала незалежність «Донецької та Луганської народних республік» («ДНР» і «ЛНР»). Весь цей час Росія була зацікавлена у виконанні Мінських домовленостей, оскільки цей документ став результатом компромісу. Володимир Путін пояснив рішення про визнання незалежності «ДНР» і «ЛНР» нібито відмовою України виконувати Мінські домовленості.